# Уляна Іскрицька
Уляна Іскрицька (*д/н — 29 жовтня 1742) — українська громадська діячка та меценатка, дружина гетьмана Війська Запорозького Городового (Лівобережної України) Данила Апостола. Двоюрідна онука гетьмана Правобережної України Павла Тетері, тітка Генерального Хорунжого Війська Запорозького Городового Петра Іскрицького — власника Літопису Самовидця, теща Генерального Підскарбія Війська Запорозького Городового Михайла Скоропадського. 

## Життєпис
Походила з українського шляхетського роду Іскрицьких. Донька Василя Іскрицького, димерського полковника, та Катерини Вольської. Василь Іскрицький до того ж був небожем гетьмана Правобережної України Павла Тетері. При хрещенні отримала ім'я Олена.
1677 року стала дружмною Данила Апостола. Народила 9 дітей. Крім подружніх справ Уляна допомагала чоловікові в його діяльності — спочатку на посаді Миргородського полковника (сюди Апостола обрано 1682), а згодом — і гетьмана. 1690 року посприяла організації зустрічі батька з гетьманом Іваном Мазепою, завдяки чого довіра до Апостола була відновлена.
Окрім того, підтримувала кар'єру своїх родичів. У 1690-ті роки посприяла переходу брата Григорія Іскрицького з Правобережного Гетьманату до Лівобережного Гетьманату, а 1698 той уже отримав сотенний уряд у Ворожбянській сотні Сумського полку Слобідської України. Після загибелі брата 1708 року опікувалася його малолітніми синами — своїми небожами. Водночас як дружина полковника, а згодом перша леді України Уляна Апостол сприяла зведенню церков і шкіл, опікувалася сиротами.
У Сорочинцях — малій батьківщині Апостола — було побудовано Спасівську церкву, яка має одну чудову і цікаву ікону. На ній зображені святий пророк Даниїл та свята Уляна, що є подвійним портретом нерозлучної пари Данила та Уляни Апостолів. Ікона зберігається дотепер.
Подарувала Свято-Георгіївському храму Свято-Михайлівського Видубицького монастиря в Києві виготовлення п'ятиярусного позолоченого іконостас у бароковому стилі у 1724 році. Він був спалений у 1936 році на вогнищі, влаштованому комсомольцями Центральної ради спілки войовничих безбожників (ЦРСВБ).
Після смерті чоловіка займалася значним господарством, що отримала у спадок. Також їй російським урядом було призначено пенсію у 3 тис. карб. Померла гетьманша 1742 року.

## Родина
Чоловік — Данило Апостол.
Діти:
- Павло (д/н—1736) — миргородський полковник у 1727–1736 роках.
- Петро (д/н—1758) — полковник лубенський у 1728–1757 роках.
- Василь.
- Марта, дружина Василя Кочубея, полтавського полковника.
- Ганна Старша, дружина Лук'яна Жураківського, наказного полковника ніжинського.
- Параска, дружина Михайла Скоропадського, генерального підскарбія.
- Тетяна, дружина Івана Ломиковського, бунчукового товариша.
- Марія, дружина Андрія Горленка, бунчукового товариша.
- Ганна Молодша, дружина Петра Кулебяки, знатного військового товариша.